# Guedesia castaneus
Guedesia castaneus là một loài bọ cánh cứng trong họ Cerambycidae.